# Re dei Lich
Il Re dei Lich (Lich King) è un personaggio dell'universo di Warcraft, creato da Blizzard Entertainment. Uno dei personaggi più importanti della serie, viene introdotto in Warcraft III: Reign of Chaos, giocando un ruolo ancora maggiore nella sua espansione The Frozen Throne. Appare poi nella seconda espansione di World of Warcraft, che prende da lui il nome, Wrath of the Lich King. È un personaggio di rilievo anche nel romanzo di Christie Golden Arthas - L'ascesa del Re dei Lich, nonché nella storia breve di Evelyn Fredericksen Road to Damnation e nei manga Death Knight e Legends.

## Storia

### Nascita
Il Re dei Lich nacque poco tempo dopo la Seconda Guerra, quando le forze dell'Alleanza entrarono nel mondo di Draenor. Lo sciamano orco Ner'zhul, capo dell'Orda, aprì svariati portali su altri mondi, e ne attraversò uno assieme ai suoi più fidati collaboratori. Appena varcato il portale, tuttavia, gli orchi furono catturati da Kil'jaeden, uno dei capi della Legione Infuocata, che era stato il primo artefice della nascita dell'Orda stessa; Kil'jaeden torturò terribilmente Ner'zhul, fino a che questi non accettò nuovamente di servirlo. Il demone, allora, separò lo spirito dell'orco dal suo corpo, infondendolo in un'armatura magica, e fece espandere a dismisura le sue percezioni, i suoi poteri mentali e le sue capacità magiche: così nacque il Re dei Lich. Gli altri orchi furono trasformati in lich.
Kil'jaeden imprigionò il Re dei Lich in un blocco di cristallo, e lo scagliò sul mondo di Azeroth, mandandolo a schiantarsi sulla cima di Corona di Ghiaccio; l'impatto fece assumere al cristallo la forma di un trono, da cui il nome di Trono Ghiacciato. Azeroth era da lungo tempo un obiettivo per la Legione, e Kil'jaeden intendeva usare il Re dei Lich per indebolire le razze mortali, e preparare la venuta della Legione. Dalla sua nuova posizione, il Re dei Lich cominciò ad espandere la sua influenza sulle creature del continente gelato, schiavizzando presto molte forme di vita indigene e trasformandole tutte in non morte; cominciò in questo modo la formazione del Flagello, la terribile armata con la quale Ner'zhul intendeva assolvere il compito impostogli dal suo carceriere, e intanto i poteri del Re dei Lich crescevano sempre di più. Nel frattempo, attorno a Corona di Ghiaccio, Ner'zhul aveva ordinato la costruzione di un'enorme rocca.
A vegliare su Ner'zhul, Kil'jaeden inviò i signori del terrore, per accertarsi di non essere tradito; Ner'zhul però aveva già cominciato a pianificare: intendeva sì ottenere il dominio di Azeroth, ma nel contempo anche la propria definitiva liberazione dalla Legione.

### La Guerra del Ragno
I piani di espansione del Re dei Lich su Nordania cozzarono però contro Azjol-Nerub, il vasto regno sotterraneo dei nerubiani, i quali erano immuni tanto alla sua piaga della non morte quanto al suo controllo mentale. Tra le armate non morte del Re dei Lich e i nerubiani scoppiò la cosiddetta "Guerra del Ragno", che durò dieci anni. Nonostante la tenacia, i nerubiani ebbero la peggio, innanzitutto perché, seppur immuni alla piaga da vivi, non lo erano da morti, e ogni caduto andava quindi ad ingrossare le file del Flagello; inoltre, scavando troppo nelle profondità della terra, liberarono dalla loro prigione dei senzavolto, trovandosi così assediati su due fronti. Impressionato dalla tenacia di questi suoi primi degni avversari, il Re dei Lich adottò l'architettura nerubiana per le proprie costruzioni; uno dei più potenti tra i nerubiani caduti, il re Anub'arak, divenne uno dei principali luogotenenti del Re dei Lich.

### La Terza Guerra
(A Kel'Thuzad)
Dopo la Guerra del Ragno, il Re dei Lich usò i propri poteri telepatici per raggiungere Lordaeron, e lanciare un richiamo che qualcuno fosse disposto ad ascoltare: la risposta venne da Kel'Thuzad, membro del Kirin Tor esiliato dai suoi colleghi per aver praticato la negromanzia, che giunse al cospetto del Re dei Lich stesso, mettendosi al suo servizio. Su suo ordine, Kel'Thuzad fondò il Culto dei Dannati, una setta che venerava il Re dei Lich come un dio e aveva lo scopo di insegnare la negromanzia agli adepti. Ad aiutare il mago, il Re dei Lich inviò il signore del terrore Mal'Ganis. Dopo diversi mesi di preparazione, il Culto rilasciò la piaga su Lordaeron, infettando villaggi e cittadine e mutando la popolazione in non morti. Ossessionato dallo sconfiggere chi aveva orchestrato tutto ciò, il principe Arthas Menethil di Lordaeron raggiunse a sua volta le coste di Nordania - esattamente come pianificato dal Re dei Lich, che l'aveva prescelto, a insaputa di lui, come suo campione. Forando il blocco di cristallo dov'era rinchiuso, il Re dei Lich ne espulse la propria spada, Gelidanima, e la fece trovare ad Arthas. Una volta impugnatala, il principe divenne definitivamente un servitore del Re dei Lich, primo dei suoi cavalieri della morte. Al comando del Flagello, Arthas razziò i grandi regni di Lordaeron e, per non insospettire i signori del terrore e Kil'jaeden, evocò ad Azeroth Archimonde, così che l'invasione della Legione potesse avere inizio.

### La liberazione dalla Legione
Nello stesso tempo, il Re dei Lich continuò la messa in atto del suo piano di liberazione; tramite Arthas, diede a Illidan Grantempesta le conoscenze necessarie per uccidere Tichondrius, il capo dei nathrezim, rimuovendo così dal campo di gioco un altro scomodo sorvegliante. Con la sconfitta della Legione nella battaglia del Monte Hyjal, il giogo sul Re dei Lich era quasi del tutto rimosso.
Accortosi di ciò, Kil'jaeden assoldò Illidan, ordinandogli di distruggere il Trono Ghiacciato. Egli fece un primo tentativo presso le rovine di Dalaran, utilizzando i poteri dell'Occhio di Sargeras, ma venne fermato dagli elfi della notte e dagli elfi del sangue guidati da suo fratello Malfurion.
L'attacco di Illidan, però, ampliò la crepa che il Re dei Lich aveva formato nel Trono Ghiacciato quando ne espulse Gelidanima, e il suo potere cominciò a fuoriuscirne: in tal modo, egli perse il controllo su molti dei non morti più lontani che, riuniti dai signori del terrore rimanenti, attaccarono il Flagello. Il Re dei Lich ordinò ad Arthas di raggiungerlo immediatamente a Northrend, e la situazione a Lordaeron venne lasciata in mano a Kel'Thuzad, il quale non riuscì ad impedire che i non morti liberi dall'influsso del Re dei Lich si radunassero nuovamente, stavolta sotto la guida di Sylvanas Ventolesto, formando la fazione dei Reietti. Quest'ultima, sconfitti Kel'Thuzad e i signori del terrore, prese controllo della parte sudoccidentale di Lordaeron, relegando le forze del Re de Lich nelle Terre Infette.

### La fusione
(Ad Arthas, pochi attimi prima che questi infrangesse il blocco di ghiaccio e si fondesse con lui)
Raggiunte le pendici di Corona di Ghiaccio, Arthas sbaragliò Illidan e le sue forze, che avevano tentato un nuovo attacco, più diretto, al Trono Ghiacciato. Il cavaliere della morte risalì quindi il ghiacciaio fino a trovarsi faccia a faccia con il suo signore: estratta la spada, colpì il cristallo del Trono Ghiacciato che esplose, rovesciando a terra l'armatura magica. Raccolto l'Elmo del Dominio, Arthas se lo calò sulla testa, fondendo in questo modo la sua anima con quella di Ner'zhul, racchiuse entrambe in un unico Re dei Lich.
Dopo la fusione, il Re dei Lich rimase dormiente per circa sei anni mentre i suoi servitori costruivano la Rocca di Corona di Ghiaccio attorno al Trono. In tale periodo, dentro il Re dei Lich coesistevano tre spiriti, che si confrontavano per il controllo sull'entità tramite una specie di sogno: uno era lo spirito di Ner'zhul, il secondo era lo spirito di Arthas e il terzo era un ragazzino emaciato e sofferente, incarnazione di ciò che di buono restava di Arthas. Mentre il ragazzino cercava di redimere Arthas, Ner'zhul intendeva cooperare con lui ed essere il Re dei Lich insieme; Arthas invece, al termine di questo periodo, distrusse sia Ner'zhul che il ragazzino, restando il solo spirito ad animare il Re dei Lich. A quel punto si svegliò: questo evento venne percepito da diverse altre persone, come Jaina Marefiero, Aegwynn e Sylvanas Ventolesto.

### Dopo la fusione
Al suo risveglio, il Re dei Lich si tolse il cuore, convinto che ogni cosa che aveva di mortale lo rendesse più debole, e lo seppellì nelle profondità di Corona di Ghiaccio. Viaggiò inoltre fino al punto in cui era morta la prima consorte del drago Malygos, Sindragosa, resuscitandola come uno dei più potenti draghi dei ghiacci non morti al suo servizio.
Successivamente, lanciò il suo primo attacco sul resto del mondo, dapprima sotto forma di una nuova piaga che colpì Kalimdor e i Regni Orientali, e poi spedendo orde di abomini e draghi dei ghiacci ad attaccare Orgrimmar e Roccavento. In seguito a ciò, sia l'Alleanza che l'Orda salparono per Nordania con l'intento di dar battaglia al Flagello, proprio come il Re dei Lich aveva pianificato: il suo intento era infatti quelli di attirare potenti eroi a Nordania, per tirarli dalla sua parte esattamente come era stato fatto a lui.

#### La Battaglia della Cappella della Luce
Pressappoco nello stesso periodo, fece spostare la necropoli di Acherus nell'Enclave Scarlatta, per attaccare il cuore dell'Alba d'Argento e della Crociata Scarlatta, due delle maggiori minacce al Flagello, entrambe basate proprio nelle Terre Infette. L'Enclave Scarlatta venne completamente sterminata dai cavalieri della morte di Acherus, guidati da Darion Mograine, che vennero quindi inviati in battaglia alla Cappella della Luce, sede dell'Alba d'Argento. La battaglia volse infine a favore dell'Alba d'Argento grazie all'arrivo di Tirion Fordring e dello spirito di Alexandros Mograine, che apparve a Darion. Il Re dei Lich, allora, mise piede a sua volta sul campo di battaglia, risucchiando l'anima di Alexandros dentro a Gelidanima e rivelando che fin dall'inizio aveva avuto intenzione di sacrificare i cavalieri di Acherus per stanare Tirion. Realizzando il tradimento subìto, Darion e i suoi cavalieri si schierarono dalla parte dei difensori e Tirion, purificando la spada Brandicenere, riuscì a infliggere un duro colpo al Re dei Lich, costringendolo alla ritirata.
Dopo la battaglia, Tirion Fordring decretò la nascita della Crociata Argentea, unendo assieme le forze dell'Alba d'Argento e della Mano d'Argento; anche i cavalieri di Mograine, costituitisi nei Cavalieri della Spada d'Ebano, giurarono vendetta contro il Re dei Lich.

#### La Battaglia di Angrathar
A questo punto, le forze in massa di Alleanza, Orda, Crociata Argentea, Crociata Scarlatta e Cavalieri della Spada d'Ebano avevano raggiunto Nordania, ingaggiando numerosi conflitti, più o meno grandi, con il Flagello; durante alcune di queste videro la morte molti dei più fidati luogotenenti del Re dei Lich, come Kel'Thuzad e Anub'arak.
La prima battaglia campale si ebbe ai piedi di Angrathar, il Cancello dell'Ira, dove Alleanza e Orda scesero in campo affiancate, guidate rispettivamente da Bolvar Domadraghi e da Dranosh Faucisaure. Qui nuovamente il Re dei Lich scese in campo, uccidendo subito Faucisaure: la schermaglia venne bruscamente interrotta quando il Gran Speziale Putress, alla testa di diversi Reietti traditori, bombardò il campo di battaglia con una nuova, letale versione della piaga, che uccise tanto i vivi (compreso Domadraghi) quanto i non morti e indebolì molto il Re dei Lich, che nuovamente si ritirò. La zona venne purificata subito dopo dal fuoco dei draghi rossi.

### La sconfitta e il passaggio di corona
(Bolvar Domadraghi a Tirion Fordring)
Un altro duro colpo ad Arthas venne inferto quando, aiutati da avventurieri, Tirion Fordring e altri membri della Crociata Argentea riuscirono a rintracciare il cuore del Re dei Lich. La speranza iniziale di Tirion era quella di redimere Arthas, ma decise infine di distruggere il cuore, infliggendogli un grave danno.
Non troppo tempo dopo, una spedizione dell'Alleanza, guidata da Jaina Marefiero, e una dell'Orda, guidata da Sylvanas Ventolesto, tentarono un primo attacco diretto al Re dei Lich, infiltrandosi nelle Sale dei Riflessi della Rocca di Corona di Ghiaccio, ma entrambe furono costrette ad una precipitosa ritirata; in tale occasione, però, Gelidanima venne trovata incustodita. Apparendo dall'interno della spada, lo spirito di Uther informò gli avventurieri che avrebbe sempre dovuto esistere un Re dei Lich, altrimenti il Flagello, privo di controllo, avrebbe devastato il pianeta. Ciò significa anche il Re dei Lich non rilasciò mai la vera potenza del Flagello su Azeroth, anche se il motivo è ignoto.
L'attacco definitivo venne sferrato poco tempo dopo dalle forze congiunte della Crociata Argentea e dei Cavalieri della Spada d'Ebano, unite nel Verdetto Cinereo. Tirion giunse al Trono Ghiacciato alla testa di un gruppo di avventurieri, solo per essere immobilizzato mentre questi ingaggiava e uccideva gli eroi giunti per sconfiggerlo; ma mentre il Re dei Lich si apprestava a resuscitarli come suoi servitori, Tirion riuscì a liberarsi invocando l'aiuto della Luce, e con un fendente di Brandicenere spezzò Gelidanima, liberando gli spiriti in essa imprigionati. Fra di essi quello di Terenas, padre di Arthas, che riporta alla vita gli eroi caduti, permettendo loro di finire il Re dei Lich. Tuttavia, come lo spirito di Uther aveva già spiegato, anche Terenas ripeté che era necessario che qualcuno prendesse il posto di Arthas: per il compito si fece avanti Bolvar Domadraghi - che dopo la battaglia di Angrathar era stato riportato in vita dal Re dei Lich, che però non era riuscito a piegarlo al suo volere. Tirion incoronò così Bolvar, lasciandolo al suo eterno incarico di tenere il Flagello a freno.
Diversi anni dopo, Lyandra Solealto viaggiò verso Corona di Ghiaccio per trovare la spada Felo'melorn ma venne uccisa dal Flagello all'interno della cittadella. Quando un avventuriero mago arrivò su richiesta di Aethas per trovare Lyandra e Felo'melorn, Bolvar affermò che poteva tentare di prendere la spada, nelle mani di Lyandra divenuta un membro del Flagello ma, se non fosse riuscito, anche lui avrebbe seguito lo stesso destino dell'elfa.

### La terza invasione della Legione Infuocata
Con il ritorno della Legione Infuocata sulle Isole disperse, il Re dei Lich e Cavalieri della Spada d'Ebano arrivarono a un accordo: i Cavalieri della Spada d'Ebano sarebbero divenuti lo strumento di vendetta del Re dei Lich contro la Legione, e in cambio egli promise di continuare a contenere il Flagello a Nordania. In seguito diede ai Cavalieri della Spada d'Ebano informazioni per trovare dei potenti artefatti per combattere l'invasione demoniacaː i cavalieri del sangue andarono nel mondo Niskara dove affrontarono il Mo'arg Gorelix e presero l'ascia Morso del Dannato; i cavalieri dell'empietà alle catacombe di Karazhan per recuperare la spada Apocalisse; mentre i cavalieri del gelo vennero indirizzati dal Re dei Lich proprio a Rocca della Corona di Ghiaccio dove liberarono la cittadella da alcune delle anime che non erano sfuggite a Gelidanima, e forgiate con i frammenti della spada runica le spade Brandigelo e Mietigelo, ne finirono risucchiati all'interno dove incontrarono gli echi di Arthas e Ner'zhul, con Ner'zhul che cercava di corrompere Arthas facendogli di nuovo prendere Gelidanima. Una volta ottenuti gli artefatti, il Re dei Lich chiamò i Cavalieri della Spada d'Ebano al Trono Ghiacciato per dare loro la sua benedizione e il potere di agire nel suo nome contro la Legione.

## Personalità e caratteristiche

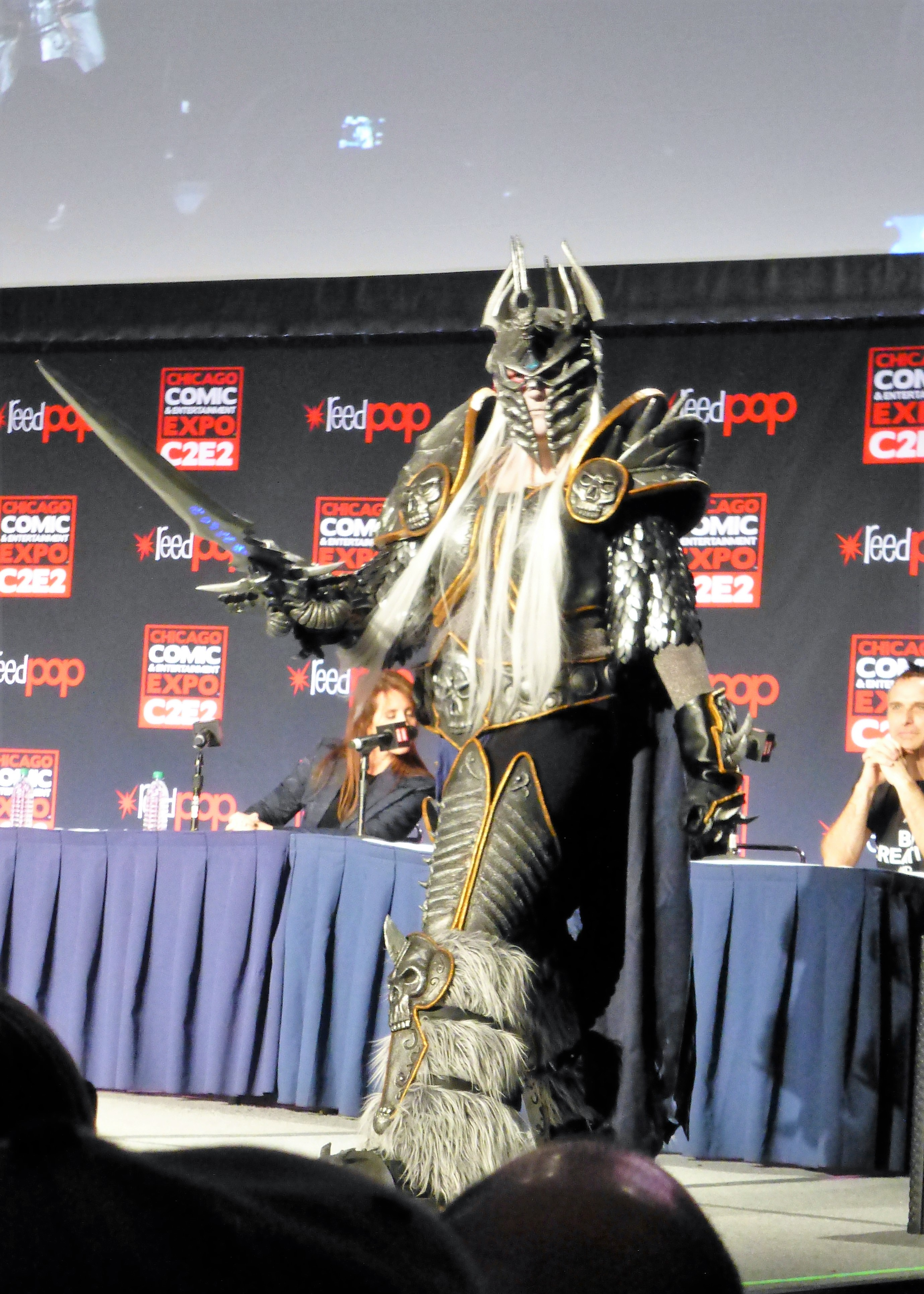
Una cosplayer interpreta Arthas in veste di Re dei Lich alla Chicago Comic & Entertainment Expo 2016

### Poteri
Il Re dei Lich, inizialmente, non era altro che lo spirito di un ex sciamano orco, Ner'zhul, modificato magicamente dal signore di demoni Kil'jaeden in modo che fosse in grado di padroneggiare completamente la magia negromantica, e dunque (soprattutto) di manipolare gli spiriti dei morti e di rianimare e controllare un numero di cadaveri virtualmente infinito. È un essere dagli immensi poteri magici, la cui influenza si estende potenzialmente su tutta Azeroth. Ciò che conferisce i poteri al Re dei Lich è l'elmo, detto propriamente "Elmo del Dominio"; l'armatura e la spada (Gelidanima) che furono incastonate insieme ad esso nel cristallo sono accessorie, seppure a loro volta dotate di grandi poteri.
È dibattuto se il Re dei Lich sia o meno un divinità o una semidivinità. A sostegno di quest'ipotesi è giunta un'affermazione di World of Warcraft: the Magazine, che indica il Re dei Lich come un semidio. A livello pratico, ad ogni modo, egli è venerato come un dio sia dai membri del Culto dei Dannati che dai vrykul, che lo considerano un dio della morte.

### Aspetto fisico
L'aspetto fisico che la personalità del Re dei Lich sono cambiate due volte nel corso della sua storia, durante i passaggi da Ner'zhul ad Arthas e da Arthas a Bolvar. Alla sua nascita, esso consisteva solo in una combinazione di elmo, armatura e spada, ai quali Kil'jaeden legò lo spirito di Ner'zhul.
Kil'jaeden rinchiuse Ner'zhul in un blocco di cristallo al momento di spedirlo su Azeroth, quindi l'aspetto che assumeva era semplicemente quello di un'armatura incastonata nel cristallo. Quando Arthas giunse al cospetto del Re dei Lich, infranse il cristallo, facendo cadere a terra elmo e armatura (la spada era già in suo possesso); Arthas si fuse quindi con il Re dei Lich nel momento in cui indossò l'elmo. A questo punto l'aspetto del Re dei Lich era quindi quello di Arthas, con indosso l'Elmo del Dominio e un'armatura (è ignoto se Arthas abbia utilizzato l'armatura del Re dei Lich o se abbia mantenuto la propria), corredata di mantello, stivali e altri elementi; risultava quindi una figura imponente, con lunghi capelli bianchi e occhi che brillavano d'azzurro.
Dopo la sconfitta di Arthas il ruolo di Re dei Lich passò a Bolvar Domadraghi. L'aspetto assunto fu quindi quello di Bolvar stesso - un umano non morto pressoché carbonizzato, glabro e con fulgidi occhi rosso fuoco - con indosso l'Elmo del Dominio e alcuni residui della sua armatura.

### Personalità e identità
La reale identità del Re dei Lich dal momento della fusione con Arthas e lo stato degli spiriti di coloro che ne hanno svolto il ruolo è argomento di dibattito fra i fan della serie. Ad esempio, se Ner'zhul fosse ancora presente dopo la fusione era una questione in evoluzione anche all'interno dello stesso team creativo di Blizzard Entertainment: mentre prima Ner'zhul e Arthas erano indicati come co-regnanti sul Re dei Lich, a BlizzCon 2010 Chris Metzen dichiarò invece che Ner'zhul era completamente sparito, soppiantato da Arthas - come lasciano intendere chiaramente sia il finale di Arthas - L'ascesa del Re dei Lich che la storia Destino nel quarto volume di Legends.
Anche se sia rimasto o meno qualcosa di buono in Arthas è una questione aperta. Il finale di Arthas - L'ascesa del Re dei Lich anche in questo caso sembra indicare di no, quando Arthas - nel metaforico sogno che rappresenta la lotta per il controllo sul Re dei Lich - uccide il ragazzino che personifica il suo lato buono. Tuttavia, cronologicamente dopo ciò, in Wrath of the Lich King i giocatori incontrano più volte un ragazzino di nome Matthias Lehner - anagramma di Arthas Menethil - che sembra corrispondere, per aspetto e caratteristiche, al ragazzino senza nome citato nel romanzo. Durante la missione Tirion's Gambit, Tirion Fordring distrugge il cuore gelato del Re dei Lich (di cui lui stesso si era privato), asserendo che non restava più nulla di lui da redimere, e infliggendo un grave colpo al Re dei Lich stesso. Dopo la morte di Arthas, tuttavia, i giocatori possono ritrovare una scatola contenente diversi ricordi del passato, fra cui un'insegna della Mano d'Argento, la sua vecchia spada d'addestramento e un medaglione regalatogli da Jaina Marefiero.
(Jaina Marefiero, al ricevere il suo medaglione)